# 野村謙
野村 謙（のむら けん、1965年5月19日 - ）は、福岡県出身の元レーシングドライバー、実業家、ユーチューバー。愛称は「のむけん」。血液型A型。
日本初のワークスドリフトドライバーとして知られる。D1グランプリにはシリーズ設立当初から2018年まで参戦しており、初代D1選手会長を務めた。独特な口調の博多弁の明るいキャラクターに、白煙番長（詳細は後述）と呼ばれる派手な走行スタイルで、D1ドライバーの中でも人気の高い選手であった。

## 来歴
福岡県福岡市出身、九州産業大学付属九州産業高等学校卒業。運転免許を取得後、走り屋として峠を走り込むようになり、ドリフトに熱中する。1992年にスポーツランドやまなしで開催された第13回いかす走り屋チーム天国（以下「いか天」）で優勝し、後に開催された全国大会でも準優勝を果たす。その後は一時期いか天のレポーターとして活動したり、1996年には大野城市でチューニングショップの「URAS」（ユーラス。由来はあだ名の「猿」のローマ字表記を逆さにしたもの）を開業したりするなどしてドリフト走行からは離れるも、全日本プロドリフト選手権（後のD1グランプリ）の第1回大会にビデオオプション（以下「V-OPT」）のスタッフから頼み込まれる形で参加が決まり、ドリフトドライバーとしてのキャリアを歩み始める。
シリーズ名称が「全日本プロドリフト選手権」から「D1グランプリ」となった2001年以降、自動車アフターパーツメーカーのBLITZと共にシリーズへの参戦を続けてきた。車両は当時BLITZ社員でチーフメカニックだった阿部成人のチョイスによりR34スカイラインの4ドア車（ER34型スカイライン）を長らく使用しており、GT-R（BNR34型）やクーペモデルに比べると、4ドアモデルの走行性能面の評価は高くはなかったが、野村のD1グランプリにおける活躍も相まって、中古市場における価格が高騰したとも言われる。エアロパーツは野村が経営するURAS製のものを装着。リアウイングは当初装着していなかったものの、後に高速化への対応のために装着された。
2001年から2003年までは準優勝が何回かあるものの、優勝にはなかなか届かなかった。しかし、2004年第2戦SUGOにて投入された04年仕様車では、主に追走での強さを発揮し、第3戦エビスにて、日比野哲也をサドンデスの末に下して初優勝を果たした。
2006年は、シーケンシャルミッションを投入するなどの効果が表れ、シーズン最多タイの2勝を上げ、熊久保信重や風間靖幸とタイトルを争う。しかし、タイトル争いの最中に行われたビデオオプション（以下、V-OPT）の企画、「自動車サッカー」の収録中に右手首の靱帯を負傷する不運に見舞われる（ちなみに、この自動車サッカーには熊久保と風間も参加し、風間も負傷していた）。それでも最終戦まで熊久保と僅差の争いを繰り広げたが、僅か1ポイント差で破れランキング2位となった。
2008年までに、D1グランプリでは4勝を上げている（2004年第3戦、2006年第2戦・第4戦、2007年第5戦）。これに加え、エキシビジョンで2度優勝経験がある（2004年お台場オールスター、2006年ワールドオールスター）。
2012年のD1グランプリ第4戦より、長年使用していたスカイラインから2JZ-GTEエンジンを換装したトヨタ・86に乗り換えてD1GPに参戦。2014年よりラブライブ!の痛車仕様となり、2015年に再びスカイラインに乗り換えた後も同様の痛車仕様を継続した。ラブライブ!痛車では、フロントガラスを塞ぎ、前を見えなくした状態で実際のD1コースでドリフトする「目隠しドリフト」を披露している。
2016年の東京オートサロンで選手会長の役を降りた。
2017年はガールズ&パンツァーの痛車仕様のスカイラインで参戦した。
2018年は昨年に引き続きスカイラインを使用し、カラーリングはイエローとブラックのダンロップカラーとなった。同年をもってD1グランプリから引退。選手引退後は、息子の野村圭市がD1ライツに参戦する際に監督としてチームを率いている他、審査員やレポーターとしてD1に関わり続けている。
2020年6月20日、YouTubeチャンネル「ユニバー猿スタヂオ博多 byのむけん」を開設、動画投稿を開始した。
2022年のD1グランプリ第6・7戦オートポリスでは、息子の野村圭市と共に親子でデモランを行った。

## ドライビングスタイル
大量にタイヤスモークを発生させ、ドリフトアングルを大きく傾ける走行で「白煙番長」の異名を持つ。ハンドルを全て回しきる進行方向調整は、非常に高度なテクニックである。ドリフトに対する姿勢は真摯で、自己流のテクニック上達法を雑誌やビデオを通し後世に伝えている。

## 人物・エピソード
- 「ドリキン」こと土屋圭市とは師弟関係であり、息子の名前を「圭市」にするほどである。
  - 息子の圭市は学業の傍らスポッターとして父のレース活動に帯同したほか、全日本学生ドリフト王座決定戦やいかす走り屋チーム天国に参戦した。2019年からはD1ライツシリーズにも参戦。2024年シーズンよりD1グランプリ本戦に参戦しており、史上初の2世ドライバーとなった。
- ドリフトドライバーとしての活動の傍ら、福岡県大野城市でチューニングショップ「URAS」を創業し、代表取締役を務めている。
- 86を使用していた一時期を除き、D1グランプリ参戦当初よりR34スカイラインを駆っていたことからスカイラインのイメージが強いが、いか天に参戦していた頃はシルビアや180SXを主に使用していた[3]。マイカーとして、BNR32とBCNR33を所有していた[8][9][10]が、ドリフトでは初めて乗る4ドアの車両に対応できず苦労した[2]。また、低身長で軽量だったことから、市販のバケットシートが合わない、アクセルペダルに足が届かないという悩みも抱えていることから、同じ低身長の木下みつひろに対して自分と同じ悩みを抱えている人がいると発言していたことがある。
- 2001年のD1グランプリへの参戦は、大会の3日前に決定した。BLITZが製作したスカイラインをドライブする予定であったドライバーが、他カテゴリーで他チューニングメーカーの車両に乗っているためBLITZの車両に乗れないことが分かり、急遽代役として選ばれたという[2]。
- 元野球少年で運動神経は高く、高校へはスポーツ特待生として入学したという。
- 九州産業高校卒業後、小柄な体格を生かし競艇選手の養成学校である競艇学校に入学したが[2]、あまりの厳しさについていけず退学したという。のちにビデオオプションの取材（水上のドリフト）で退学した同校を訪れている。
- いかす走り屋チーム天国に初めて出場した際、ジャージ姿に加藤茶風のカツラを付けた服装で参加し、土屋圭市に「番組を間違えている」と言われたが、その走行テクニックに審査員全員が驚いた[3]。
- 以前は野村建装という内装設備会社の社長を務めており、CROSSというチームを率いていた[3]。チーム名の由来については「ウチは内装屋やけん、クロス張りのクロスです」と答えていた。ビデオオプションでは福岡空港の内装工事を担当したと紹介されている。
  - CROSSは野村が離れた後もチームとしての活動を続け、野村が審査員として参加した「いか天」に出場したことがある。この時のチームリーダーは4代目。
- 自身のサインには、サルとモグラを足した様なキャラクターが描かれていることが多い。また、ドラえもんをパロディしたノムえもんも存在する。
- URAS名義で発売している「タツノオトシゴ」「ノムの箱舟」「イモようかん」といったパーツの個性的なネーミングは、自身の感覚で決めている。
- 2004年度D1グランプリ第4戦オートポリスでの選手紹介では転倒したものの、バック転を披露したことがある。
- R31スカイラインのクーペ用のエアロパーツは、R31型が持つ直線基調のスタイリングに本人が惚れこみ、R31HOUSEの柴田達寛店長と激務の合間を縫って開発し、2007年の同店イベントにて披露された。
- 『ズームイン!!SUPER』の達人特集で「運転の達人」として紹介された時、アナウンサーから右手の靭帯損傷箇所[11]を指摘された際は「家庭でバトルがあって」と返答した。
- 自身のショップ「URAS」を開店した日（1996年6月13日）、道を挟んだ向かい側にある福岡空港で事故（福岡空港ガルーダ航空機離陸事故）があり、取材陣の多さに「ウチのショップの取材かと思ったら事故だったとですよ」と語った。
- V-OPTやドリフト天国ビデオではレポーター役として抜擢される事も多い（『すごいよ!オサルさんspecial』等[12]）。
- V-OPTの収録でアメリカのモータースポーツに何度か参加しており、トレインカーレースやダートオーバル、ミジェットカーレースへ、トレインカーレースなどへの出走経験がある。
  - ダートストックカーレースに参戦した際には、練習走行中にステアリングが外れクラッシュしてしまった（マシンに大きなダメージは無く決勝に出場した）[13]。
  - トレインカーレースでは3台のうち最後尾に乗ったが、走行中にステアリングが乱れて左右に大きく振られてしまい、タイヤが外れてしまった。その後ビデオオプションが日本に輸入したトレインカーレースでは、熊久保とチームを組んで優勝している。
- 動物園のチンパンジーと遊んでいる動画をアップしたところ、好評でニュースの特集にも取り上げられていた。なおその時はD1ドライバーではなく名前の出ない一般人として紹介されていた。
- 「いか天」業界人大会に審査員兼出場者として参加した際、個人走行で直前の大雨により審査員席前にできた水たまりに突っ込み、審査員に泥水をかけた。その際の得点はマイナス100点。
- 地元の福岡を中心に度々テレビ出演しており、車に鉛筆を装着して鉛筆削りに挑戦したり、風船を割ったりするなどのパフォーマンスを披露した。

## テレビ出演
- ダンロップTVCM（服部尚貴と共演。2005年）
- ズームイン!!SUPER（日本テレビ）
- めんたいワイド（FBS福岡放送）
- 福岡オートサロンプロモーション（RKB毎日放送、ほぼ毎年出演する）
- ちかっぱ!（テレビ西日本）
- TVチャンピオン2　ギリギリ駐車王選手権（テレビ東京、2008年1月10日）
- Hi! Hey! Say!（テレビ東京）
- 嵐にしやがれ(2015年)